# Tabela nuklidów

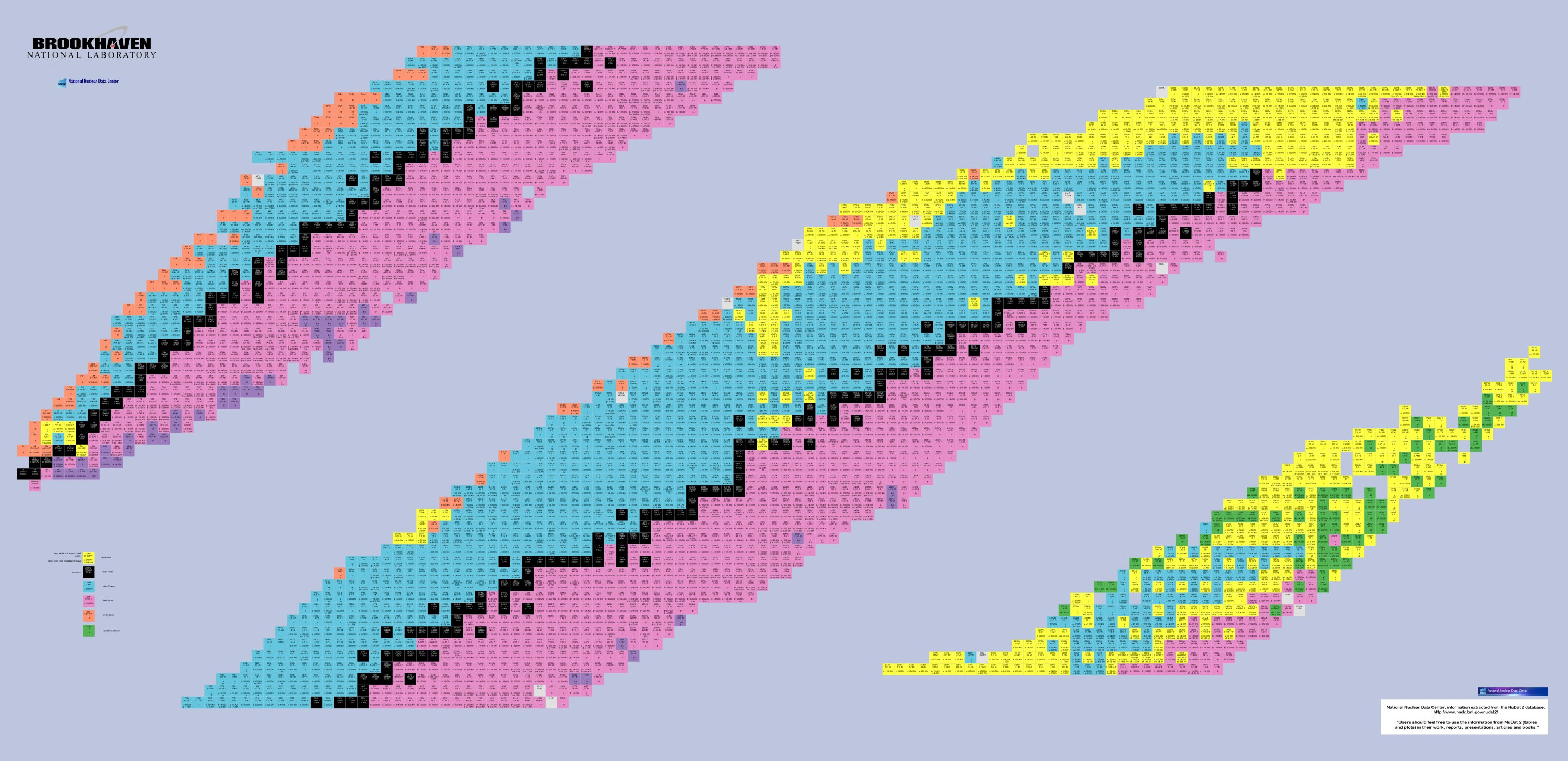
Tabela nuklidów, kolory oznaczają różne sposoby rozpadu jąder.

Diagram ukazujący czas połowicznego rozpadu (T_{½}) różnych nuklidów w zależności od liczby protonów Z i neutronów N.

Tabela nuklidów przedstawia graficznie wszystkie znane nuklidy (jądra atomowe). W fizyce jądrowej ma tym samym podobne znaczenie jak układ okresowy pierwiastków w chemii. Nuklidy różnią się liczbą protonów i neutronów, co pozwala je usystematyzować w dwuwymiarowej tabeli. Przy czym przeważnie liczba protonów przedstawiana jest pionowo a liczba neutronów poziomo.
W ten sposób: 
- w poziomie przedstawione są nuklidy o stałej liczbie protonów, które w atomach wpływają na identyczne własności chemiczne (izotopy danego pierwiastka),
- w pionie przedstawione są nuklidy o stałej liczbie neutronów (izotony),
- na ukos, z lewego górnego do dolnego prawego rogu, znajdują się nuklidy ze stała liczbą masową (izobary).

Z powodu takiego uporządkowania łatwo można prześledzić jądrowe łańcuchy rozpadu: 
- wynik rozpadu alfa znajduje się o dwie kolumny na lewo i dwie linie w dół,
- wynik rozpadu beta minus znajduje się o jedną kolumnę na lewo i jedną linię do góry,
- wynik rozpadu beta plus lub wychwytu elektronu znajduje się o jedną kolumnę na prawo i jedną linię w dół,
- wynik rozpadu przez emisję protonu znajduje się o jedną linię w dół.

W tabeli nuklidów znajdują się też ważne informacje, jak np. czas połowicznego rozpadu, typ i energia rozpadu, oraz izomery jądrowe. Nuklidy rozpadające się na różne sposoby, zwykle przedstawia się różnymi kolorami.